# Trichostomum trifarium
Trichostomum trifarium là một loài rêu trong họ Pottiaceae. Loài này được (Hedw.) Sm. mô tả khoa học đầu tiên năm 1804.